# Monument Valley
Das Monument Valley (Navajo: Tsé Biiʼ Ndzisgaii) ist eine Hochebene auf dem Colorado-Plateau an der südlichen Grenze des US-Bundesstaates Utah sowie im Norden Arizonas und liegt innerhalb der Navajo-Nation-Reservation in der Nähe der Ortschaft Mexican Hat in Utah, wird von den Navajo verwaltet und ist daher kein staatliches Schutzgebiet wie das nahegelegene Navajo National Monument. Es ist bekannt für seine Tafelberge, Felstürme und -nadeln und diente bereits vielfach als Kulisse für Dreharbeiten und Bilder.

## Geographie und Geologie
Das Monument Valley liegt in der Four-Corners-Region, an der Grenze zwischen Arizona und Utah, westlich der Staatsgrenzen zu Colorado und New Mexico in einer Höhe von fast 1900 m und wird bevölkerungsstatistisch in die beiden Schwestergebiete Oljato, Arizona und Oljato, Utah geteilt. Die Temperaturen im Monument Valley variieren zwischen −3 °C im Winter und durchschnittlich 30 °C im Sommer. Der Niederschlag beträgt durchschnittlich 240 mm im Jahr und fällt teilweise als Schnee. Niederschläge, Temperaturunterschiede sowie der Wind haben wesentlich dazu beigetragen, die heutige Landschaft zu formen.
Vor mehreren hundert Millionen Jahren bestand die Region des heutigen Monument Valley zunächst aus einem riesigen Tieflandbecken. In ihm wurden zunächst Schichten über Schichten von Sedimenten aus den frühen Rocky Mountains im Becken abgelagert und verfestigten sich zu Gestein, hauptsächlich zu Kalkstein und weicherem Sandstein. Die ältesten in der Region aufgeschlossenen Gesteine stammen aus dem Pennsylvanium vor etwa 300 Millionen Jahren. Die markanten Tafelberg-Strukturen bestehen aus etwa 275 Millionen Jahre altem De Chelly Sandstein aus dem frühen Perm. Im Rahmen der Laramischen Gebirgsbildung vor etwa 70 Millionen Jahren wurde die Oberfläche durch stetigen Druck von unten angehoben. Das einstige Becken wurde zu einem 2100 m hohen Felsplateau. In den letzten 50 Millionen Jahren arbeiteten Wind, Regen und Temperaturen daran, die Oberfläche des Plateaus zurückzuschälen. Der Vorgang des einfachen Abtragens der sich abwechselnden harten und weichen Gesteinsschichten schuf die gewaltigen Tafelberge (zum Beispiel „Raingod Mesa“, „Thunderbird Mesa“), die bis zu 300 m hoch über die Hochebene des Colorado-Plateaus ragen und charakteristisch für die Landschaft des Monument Valleys sind. Die deutlich erkennbare rötliche Farbe der Felsen resultiert aus dem Eisenoxid, das in den Gesteinsschichten enthalten ist.
Die im Englischen Butte [bju:t] genannten Spitzkuppen inspirierten zu charakteristischen Eigennamen wie Elephant Butte, Camel Butte, Three Sisters (Drei Schwestern) oder Totem Pole (Totempfahl). Die bekanntesten sind die beiden Mitten Buttes (mitten engl. für ‚Fausthandschuh‘) und der Merrick Butte.

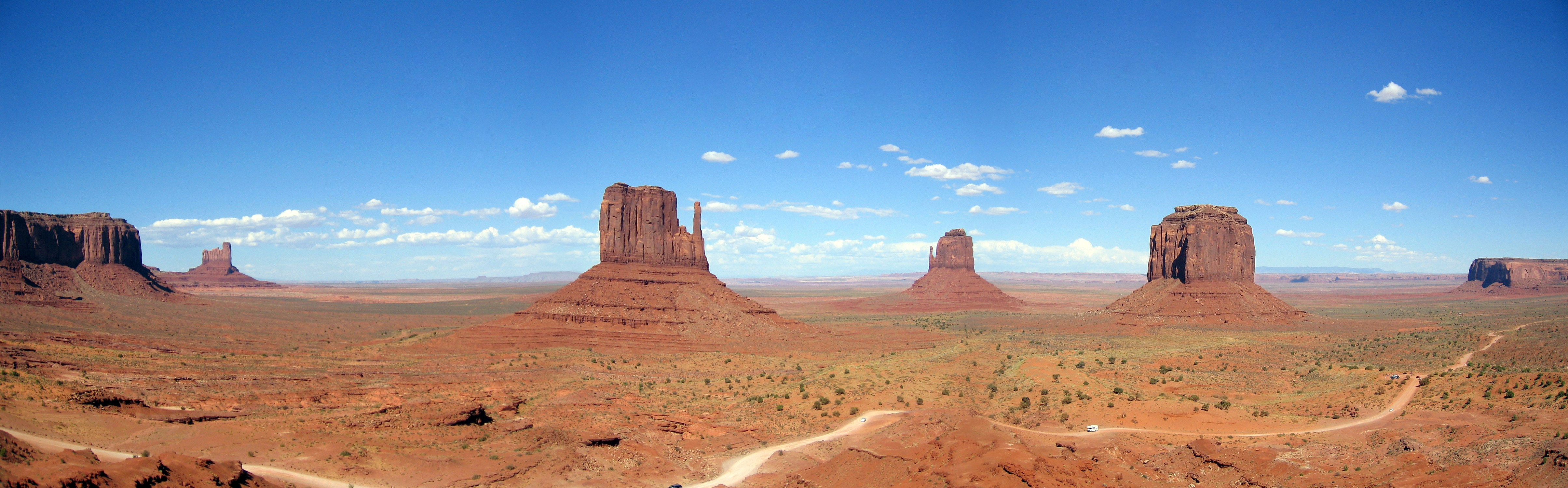
Panorama mit Sentinel Mesa, West Mitten Butte, East Mitten Butte und Merrick Butte (von links nach rechts)

## Geschichte und Tradition

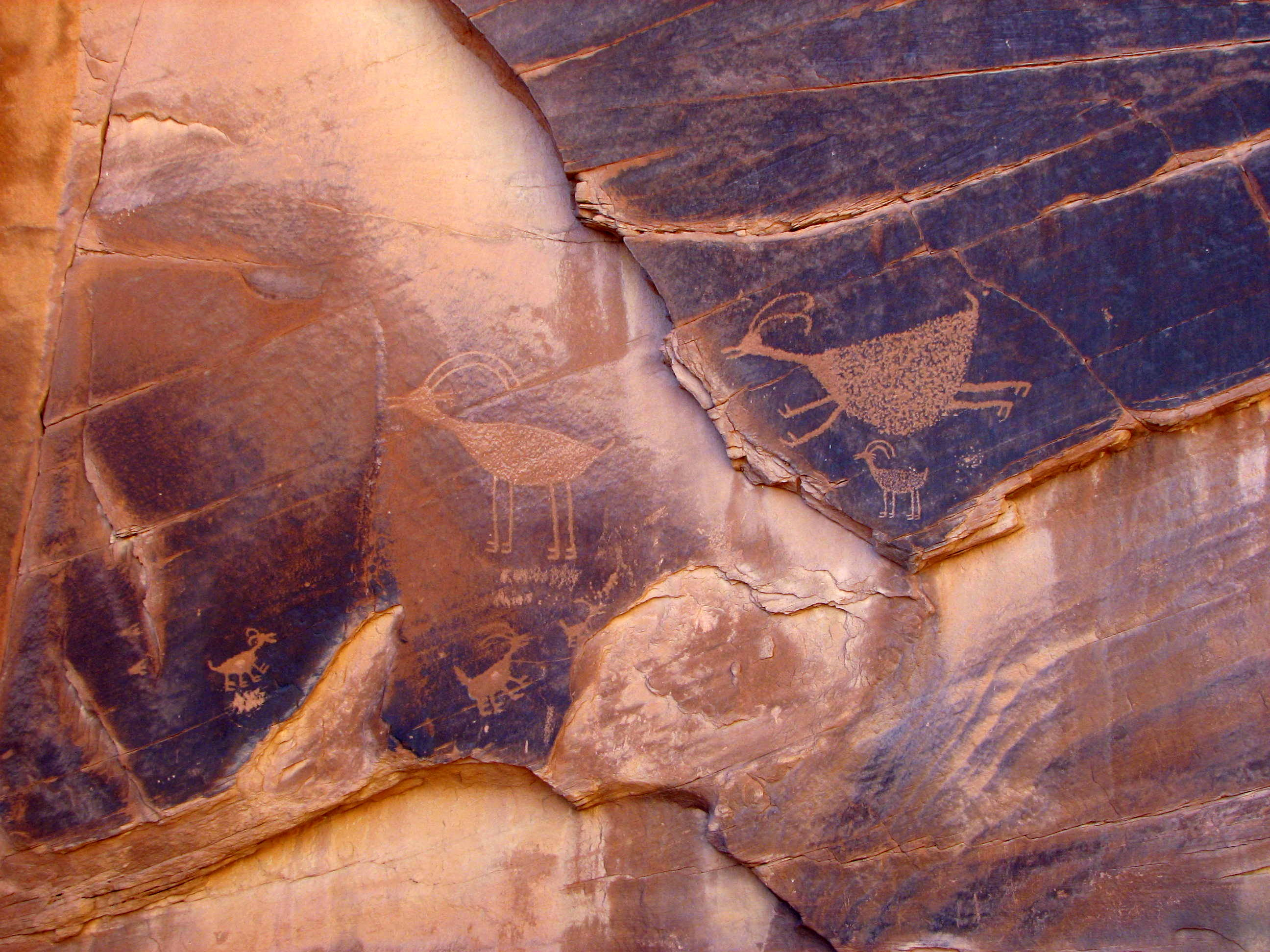
Petroglyphen im Monument Valley. Die indianischen Steinritzungen zeigen Dickhornschafe

Soweit man heute weiß, waren die Anasazi-Indianer, auch „die Uralten“ genannt, die ersten Einwohner des Monument Valleys. Sie bauten die ersten Felshöhlenbehausungen vor mehr als 1500 Jahren, verschwanden allerdings noch vor dem Eintreffen der ersten Weißen bereits im 13. Jahrhundert aus der gesamten Region. Nach ungesicherten Angaben verschiedener Navajo soll es im Monument Valley Anasazi-Ruinen, antike Pueblowohnungen geben, die bislang nicht dokumentiert sind.
Heute leben etwa 300 Navajo im Monument Valley und pflegen dort ihre Traditionen. Die Navajo benutzen die einheimischen Pflanzen für viele Dinge, darunter auch als Medizin. Die Yucca-Pflanze liefert das Rohmaterial für Schuhe, Körbe, Kleidung und Seife. Es gibt eine größere Vielfalt an Vegetation im Tal, als man auf den ersten Blick erkennen kann, und der Frühling bringt eine Explosion farbiger Blumen und Blüten zum Vorschein.

## Film und Fernsehen
Das Monument Valley wird auch als John-Ford-Country bezeichnet, da dieser Regisseur bereits vor dem Zweiten Weltkrieg seine Western (unter anderem Ringo (1939) mit John Wayne) bevorzugt dort drehte. Ein Felsvorsprung, der mehrmals als Kamerastandort verwendet wurde, ist nach ihm benannt (John Ford’s Point). Nach dem Krieg zeigten die Filme Fords die außergewöhnlichen Felsformationen dann in Farbe, wie in Der Teufelshauptmann (1949) und besonders in Der Schwarze Falke (1956). Regisseur Sergio Leone nutzte das Monument Valley für sein Western-Epos Spiel mir das Lied vom Tod. Später knüpften Roadmovies wie Easy Rider an diese Tradition an. Auch Szenen des Films Missouri von Blake Edwards sowie der beiden Filme Zurück in die Zukunft III und Forrest Gump von Robert Zemeckis wurden im Monument Valley gedreht.
Sowohl das eigentliche Monument Valley als auch die ähnlichen Landschaften beiderseits des dort hinführenden Highways dienen als beliebte Kulisse für Werbung (Zigaretten, Autos, Motorräder, Tourismus usw.). Dadurch ist diese landwirtschaftlich kaum nutzbare Gegend inzwischen eine der bekanntesten Wild-West-Kulissen.

## Tourismus

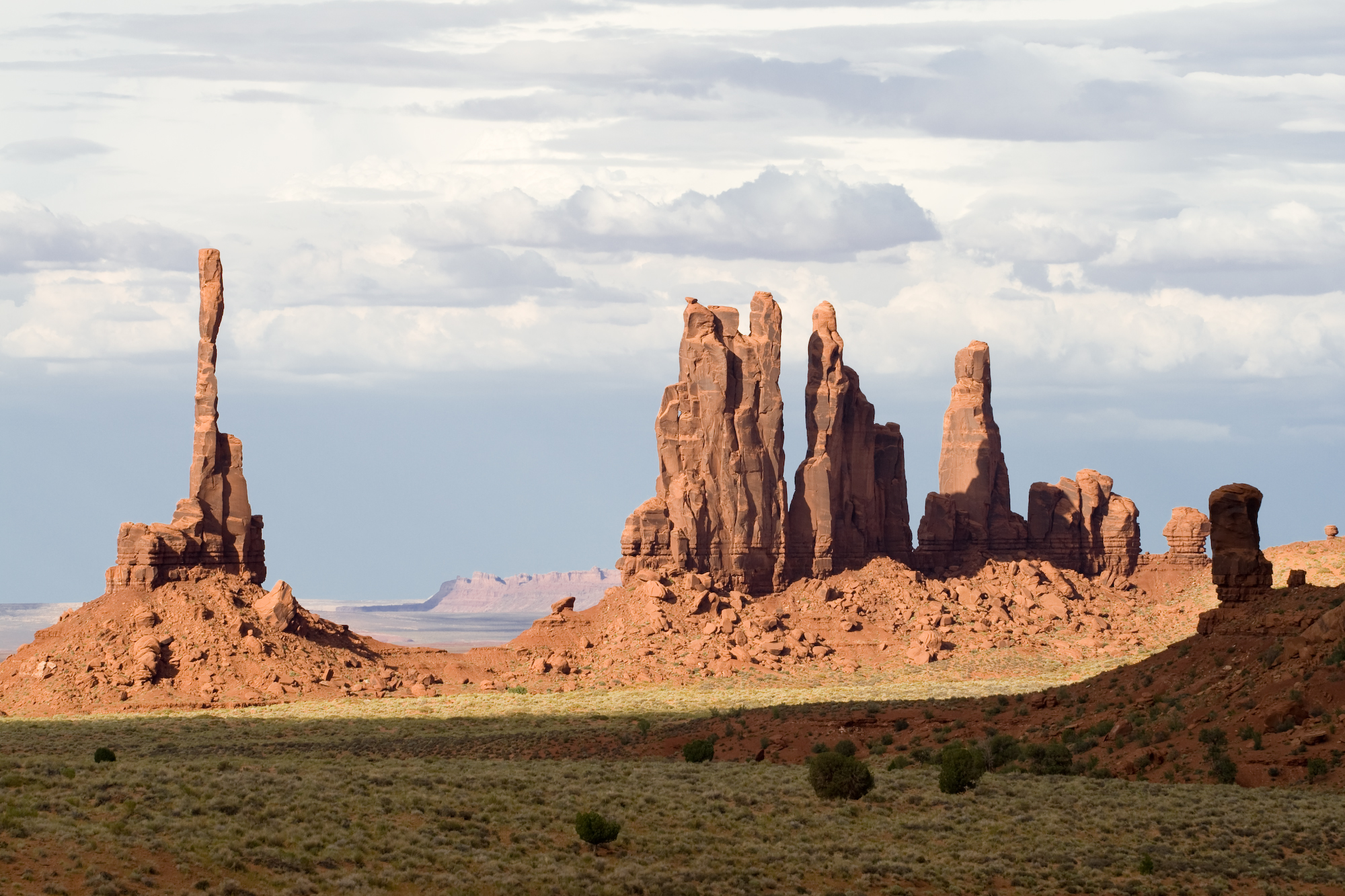
Sandsteinformationen im Hintergrund des Gebietes: Totem Pole und Yei Bi Chei

Informationen vor Ort gibt es im Visitor Center, von dem auch der Auto-Rundweg (Scenic Drive) durch das Tal startet. Diese staubige Piste kann man entweder mit dem eigenen Wagen befahren oder als geführte Tour im Geländewagen von Einheimischen, wobei die geführten Touren Zugang zu Teilen des Monument Valleys erlauben, die abseits der für Privatfahrzeuge erlaubten Route liegen. Die bekannten Felsformationen befinden sich allerdings im allgemein zugänglichen Bereich des Tals.
Besonders stimmungsvoll wirkt der rotglühende Sandstein in der Abendsonne oder wenn sich die Silhouette der Felstürme bei Sonnenaufgang gegen den sich aufhellenden Himmel abzeichnet. Im Winter kann das Tal aufgrund der Höhenlage auch mit Schnee bedeckt sein. Die wenigen Behausungen der Navajos am Fuße der Felsen dürfen aus religiösen Gründen nicht fotografiert werden.
Die Übernachtungsmöglichkeiten direkt am Monument Valley beschränken sich auf die Gouldings Lodge, einen Campingplatz und das „The View Hotel“ mit Blick ins Tal. Das direkt am Visitor Center gelegene Haus ist das einzige innerhalb des Monument Valley gelegene Hotel. Einige Motels befinden sich nördlich und südlich des Monument Valleys in Mexican Hat und Kayenta.